# سيشيرو شيماتاني
سيشيرو شيماتاني (باليابانية: 嶋谷 征四郎) (مواليد 6 نوفمبر 1938)، هو لاعب كرة قدم ياباني سابق كان يلعب كلاعب وسط. سبق له أن لعب مع منتخب اليابان.

## وصلات خارجية
- سيشيرو شيماتاني على موقع ناشيونال فوتبول تيمز (الإنجليزية)

- National Football Teams
- Japan National Football Team Database